# Производство бронетехники в Венгрии во время Второй мировой войны

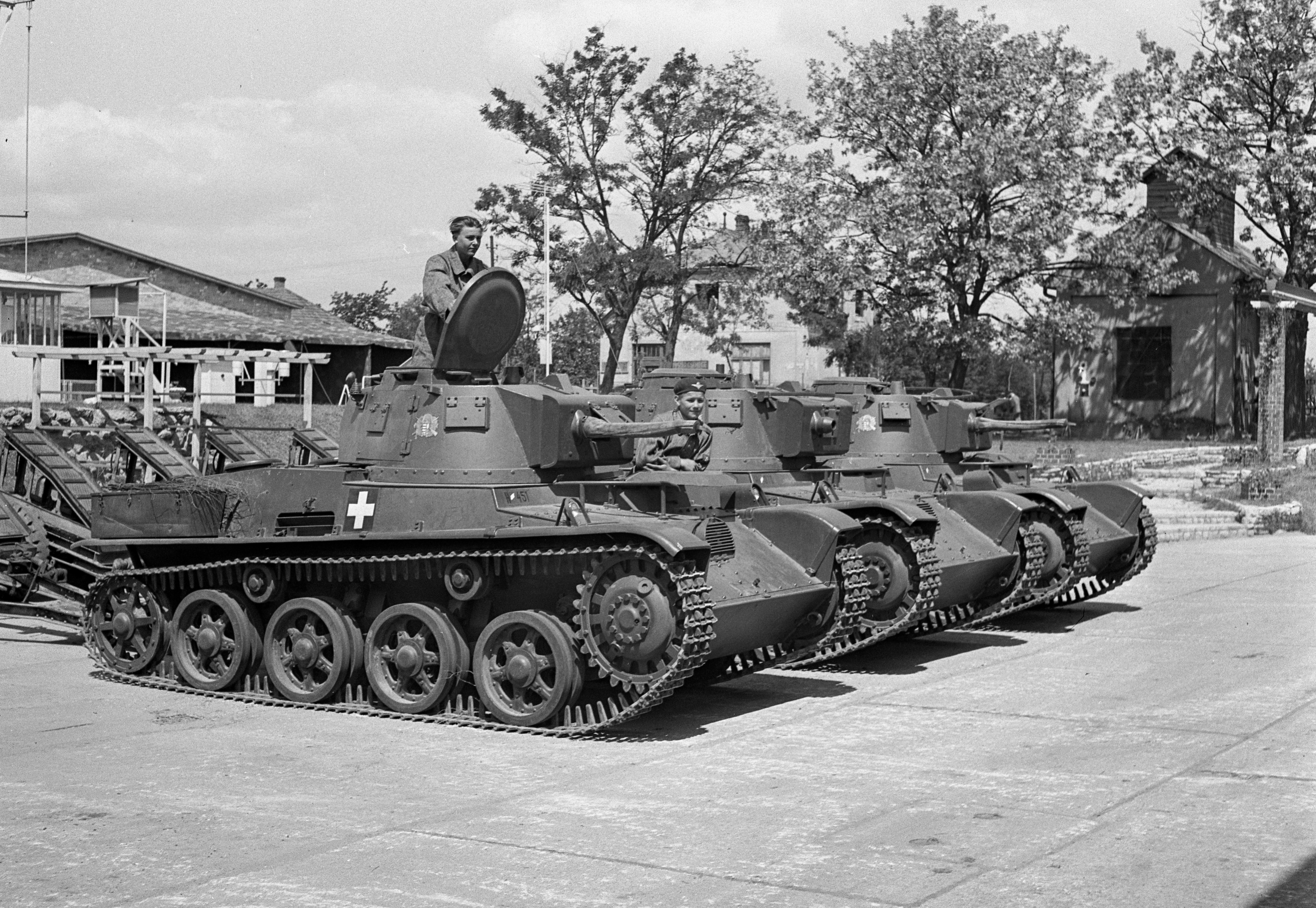
Легкие танки 38М «Толди».

В годы Второй мировой войны Венгрия была, фактически, единственным из европейских сателлитов стран «оси», имевшим относительно развитую бронетанковую промышленность. Всего за годы войны в Венгрии было построено около 1000 танков, самоходок и бронеавтомобилей. Основными производствами венгерской бронетехники этого периода являлись предприятия: MAVAG, Ganz и Manfred Weiss, располагавшиеся в Будапеште.
Большинство представителей венгерской бронетехники было создано на основе зарубежных образцов, в основном чехословацкого и шведского производства.

## Объемы выпуска

### Легкая бронетехника
|                    | 1940 | 1941 | 1942 | 1943 | 1944 | Всего |
| ------------------ | ---- | ---- | ---- | ---- | ---- | ----- |
| 38М "Toldi"        | -    | -    | -    | -    | -    | 202   |
| 40М "Nimrod" (ЗСУ) |      |      |      |      |      | 135   |
| Всего              |      |      |      |      |      | 337   |

Танк "Толди" создан на основе легкого шведского танка Landsverk L-60.

Зенитная самоходная установка "Нимрод" создана по заказу венгров, шведской фирмой Landsverk на шасси танка L-60.

### Средняя бронетехника
|                       | 1940 | 1941 | 1942 | 1943 | 1944 | Всего |
| --------------------- | ---- | ---- | ---- | ---- | ---- | ----- |
| 40М "Turan"           |      | -    | -    | -    | -    | 424   |
| 40/43M "Zrynyi" (САУ) |      |      |      |      |      | 67    |
| Всего                 |      |      |      |      |      | 491   |

Танк "Туран" был создан на основе чехословацкого среднего танка Т-21 фирмы Skoda.

### Бронеавтомобили
|             | 1940 | 1941 | 1942 | 1943 | 1944 | Всего |
| ----------- | ---- | ---- | ---- | ---- | ---- | ----- |
| 39М "Csabo" | -    | -    | -    | -    | -    | 171   |
| Всего       |      |      |      |      |      | 171   |